# Ivan Panajev
Ivan Ivanovitj Panajev (ryska: Иван Иванович Панаев), född 27 mars (gamla stilen: 15 mars) 1812 i Sankt Petersburg, död där 2 mars (gamla stilen: 18 februari) 1862, var en rysk författare.
Panajev debuterade 1834 i den sentimentala romanstilen, men övergick snart till den realistiska novellistiken och blev litteraturkritiker i den ansedda tidskriften "Otetjestvennyja zapiski". Hans enda längre roman Lvy v provincii (Landsortslejon, 1852) är en satirisk skildring av småstadslivet. Sina ämnen valde han företrädesvis ur den lägre samhällsklassen och lyckades bäst i teckningen av kvinnliga karaktärer. Jämte Nikolaj Nekrasov övertog han 1847 efter Pjotr Pletnjov den av Aleksandr Pusjkin uppsatta tidskriften "Sovremennik", i vilken han publicerade kritiska studier under märket "Novyj poet". Under samma pseudonym utgav han 1859 en samling parodiska dikter. Hans samlade verk utgavs 1860 och 1889.